# Св. св. Кирил и Методий (Гранит Сити)
„Св. св. Кирил и Методий“ (на английски: Saints Cyril & Methody Orthodox Church) е православна църква в град Гранит Сити, Илинойс, Съединенитe американски щати. Църквата е подчинена на Българската Толидска епархия на Православната църква в Америка.

## Местоположение
Църквата е разположена на „Меривил Роуд“ № 4770.

## История
Първата македоно-българска църква в Америка е построена в Гранит сити през 1909 година на адрес „1738 Мейпъл Стрийт“ в квартал „Линкълн плейс“. Първата литургия е отслужена на 14 септември 1909 година от свещеник Христо Карабашев и архимандрит Теофилакт, а през 1910 година за енорийски свещеник е избран Христо Карабашев. По-късно е заместен от д-р Кр. Ценов и В. Попов. Към 1940 година няма титулярен свещеник и литургиите отслужва временно Георги Николов. Скоро след това църквата престава да съществува.
Църквата е наново основана от потомци на български емигранти от Македония в края на 1978 и началото на 1979 година. Те се обръщат към епископ Кирил Йончев, който на 15 май 1979 година като епископ на Българската Толидска епархия, приема енорията под духовното ръководство на Православната църква в Америка. Тази църква носи същото име като първата македоно-българска православна църква, построена в Гранит Сити, която е и първата македоно-българска православна църква, построена в Съединените щати. Сегашната църква е започната и построена от наследници на много от организаторите на първоначалната Българска църква „Св. св. Кирил и Методий“.
Първата копка на мястото на днешната църква е направена на 5 октомври 1980 година. Парцелът от четири акра е дарение от Филип Морисън. Преди това служби се водят в офис в Левии Борд Билдинг, по-късно в Тратлър Билдинг и накрая в Армейския параклис на Гранит Сити. На Цветница 1981 година е отслужена първата Божествена литургия във все още изграждащия се нов храм. Първият свещеник на новата църковна сграда е отец Стивън Костов, служил от юли 1981 година до септември 1985 година. Отец Джордж Хрец служи като свещеник от октомври 1985 година до август 1986 година. От септември 1986 година до август 1987 година храмът е обслужван от гостуващи свещеници - отец Богдан Джурджилов от Чикаго и отец Томас Сукарот от „Рождество Богородично“ в Мадисън, Илинойс. Отец Андрю Моултън става енорийски свещеник през август 1987 година. Храмът е осветен на 21 октомври 1989 година от митрополит Теодосий Американски и Канадски, архиепископ Кирил и многобройно духовенство.